# パシフィックマークス西梅田
パシフィックマークス西梅田（-にしうめだ）とは大阪市北区梅田2丁目のオオサカガーデンシティにあるオフィスビルである。

## 概要
再開発地区オオサカガーデンシティの最西端に位置する。雪印乳業100%出資の雪印西梅田開発株式会社が建設した為、スノークリスタルビルと命名された。2005年（平成17年）1月に雪印西梅田開発株式会社はビルを売却した。
パシフィックマネジメント（後のパシフィックホールディングス）が不動産投資顧問業務を受託する「有限会社ファイン・ビルディング・コーポレーション」が取得し、2006年9月27日には日本コマーシャル投資法人（現ユナイテッド・アーバン投資法人）が89.5億円で取得した。
2008年9月1日に名称をパシフィックマークス西梅田に変更した。

## テナント
当ビルの住所（大阪府大阪市北区梅田2丁目6番20号）を所在地（本店）として登記している法人は48法人ある（2023年9月30日時点）。4階にリージャス パシフィックマークス西梅田ビジネスセンターがあり、そこを所在地に登記している法人も多い。
- 三井不動産リアルティ 三井のリハウス 梅田西センター（1～2階）[10]
- 積水樹脂 近畿・北陸支店（8階）[11]

過去
- ベルギー総領事館
- 日本旅行関西エージェント支店（旅行代理店）
- 梅の花（豆腐料理）
- Tic JK（スポーツ用品店）

## 交通
- JR 大阪駅 約800m、徒歩10分
- JR大阪環状線 福島駅 約500m、徒歩6分
- JR東西線 新福島駅 約400m、徒歩5分
- 阪神電鉄本線 福島駅 約200m、徒歩3分